# Эньхэ-Русская национальная волость
Эньхэ-Русская национа́льная во́лость (кит. упр. 恩和俄罗斯族民族乡, пиньинь Ēnhé Éluósī zú mínzú xiāng) — единственная национальная волость КНР, титульной национальностью которой являются русские. Код этой административной единицы — 150784210. Входит в состав городского уезда Аргунь-Юци (Эргуна) городского округа Хулун-Буир автономного района Внутренняя Монголия. Состоит из 8 сельских поселений.

## География
Центр волости — село Эньхэ (оно же Энхэцунь на топографической карте М-50-06, Ерничная, 恩和, Enhe, En-ho), расположенное на реке Хаул (кит. Хауэрхэ).
Центр уезда Аргунь-Юци город Лабудалинь (Лабдарин) — расположен на 63 км южнее, на реке Гэньхэ.
На мосту через Аргунь находится КПП на российско-китайской границе.

## История
Эньхэ-Русская национальная волость была образована в 1994 году. Ранее центром волости была расположенная выше по течению станица Караванная.
В 2001—2011 годах волость существовала после объединения Эньхэ-Русской национальной волости (恩和俄罗斯族民族乡) и волости Шивэй (室韦乡) Шивэ́й-Ру́сская национа́льная во́лость (кит. упр. 室韦俄罗斯族民族乡, пиньинь Shìwéi Éluósī zú mínzú xiāng) с центром в селе Шивэй (ранее называвшееся Цзилалинь, альтернативные наименования этого поселения: Jilalin, Kilalin, Shih-wei, Shivoi, Chi-la-lin, Shih-wei-hsien, Shivei, Shivey), расположенное на 60 км севернее от Эньхэ, на берегу реки Аргунь, напротив российского села Олочи Нерчинско-Заводского района Забайкальского края.
21 июня 2011 года правительство Внутренней Монголии разделило Шивэй-Русскую национальную волость, вновь организовав на её месте две единицы волостного уровня — Эньхэ-Русскую национальную волость и сомон Мэнъу-Шивэй (蒙兀室韦苏木, Méngwù-Shìwéi sūmù).

## Население
Площадь Шивэй-Русской национальной волости в границах 2000—2011 гг. составляла 4351 км², в ней проживало 4072 жителя. Из них русских — 1774 человек (ещё 694 русских проживало на остальной территории уезда).
В устном и письменном общении они перешли на китайский язык. Сохранилось национальное самосознание, православная вера (в городе Лабудалинь китайскими властями в 1990 году построен каменный храм, освящённый в августе 2009 года), песни, танцы, праздничные обычаи, бытовые и поведенческие особенности. В селе Шивэй с 2008 года работает русский этнографический музей.
Лесо-луговые пейзажи, русский колорит в последние годы стали для населения волости неплохим источником заработка на прибывающих туристах, что поощряется властями. В сентябре 2005 года на конкурсе «Десять самых очаровательных волостей Китая», который проводило Центральное телевидение Китая, Шивэй-Русская волость стала победительницей.
Мероприятия «традиционной культуры», такие как праздник Пасхи, освещаются в китайской прессе.
В 2006 году в Шивэй-Русской национальной волости, поселке Эньхэ и городе Лабудалинь проводились мероприятия года России в Китае, а в 2007 — года Китая в России.
По состоянию на 2025 год в волости проживало 2984 жителя, 40 % из которых — этнические русские.

## Экономика
Развит туризм: имеется 176 семейных гостиниц на 5100 мест. В 2024 году волость приняла 615 тыс. туристов, что принесло доход в 92,25 млн юаней (12,9 млн долларов США).